# SpaceX Crew-1
SpaceX Crew-1 або USCV-1 (United States Crew Vehicle) — перший робочий (не тестовий) пілотований політ космічного корабля Dragon 2 до МКС. Це третя місія Crew Dragon та другий політ із командою на борту. Екіпаж увійшов до складу експедицій МКС-64 та МКС-65. Конкретно ця капсула має назву «Resilience» (укр. Стійкість). Запуск відбувся 16 листопада 2020 року. Номер польоту NSSDC ID — 2020-084A [Архівовано 1 грудня 2020 у Wayback Machine.], номер за супутниковим каталогом — 46920.
Повернення на Землю було заплановане на 28 квітня 2021 року, але через негоду капсула приводнилася 2 травня 2021 року. Це було перше нічне приводнення астронавтів НАСА з часів повернення Аполлона-8 1968 року.

## Регламент польоту
- T-00:00:00: старт Falcon
- T+00:00:58: момент пікового механічного навантаження на ракету
- T+00:02:33: вимкнення двигуна та відстикування 1-го ступеня (MECO)
- T+00:02:44: запуск двигуна 2-го ступеня
- T+00:07:15: запуск двигуна 1-го ступеня при входженні у щільні шари атмосфери (entry burn)
- T+00:08:47: вимкнення двигуна 2-го ступеня (engine cutoff, SECO-1)
- T+00:08:52: запуск двигуна 1-го ступеня (landing burn)
- T+00:09:22: приземлення 1-го ступеня ракети
- T+00:12:00: відділення 2-го ступеня від Crew Dragon
- T+00:12:46: відкриття носового обтічника Dragon

## Завдання місії
Екіпаж здійснюватиме наукові дослідження і технічне обслуговування протягом шести місяців на борту МКС і повернеться навесні 2021 року. Планується, що це буде найтриваліший політ астронавтів США в космосі. На вимогу НАСА космічний корабель може знаходитися на орбіті до 210 днів.
Корабель доставив на МКС понад 226 кг вантажу, нове наукове обладнання й устаткування для експериментів, зокрема:
- Food Physiology — дослідження впливу оптимізованої дієти на здоров'я екіпажу.
- Genes in Space-7 — розроблений студентами експеримент з моніторингу експресії добових генів, що регулюють сон, для кращого розуміння, як тривалі космічні польоти впливають на роботу мозку.
- Tissue Chips — дослідження з використанням чіпів з тканиною, що імітує структуру і функцію людських органів, щоб зрозуміти вплив мікрогравітації на здоров'я і хвороби людини, з метою використання цих результатів для поліпшення людського здоров'я на Землі.
- Plant Habitat-02 — вирощування редиски при різних типах світла і ґрунтів в рамках зусиль з виробництва харчових продуктів в космосі.
- SERFE — тестування нової технології випаровування води в системі відводу тепла в скафандрі НАСА наступного покоління, Exploration Extravehicular Mobility Unit (xEMU).

## Склад екіпажу
| Посада          | Командир корабля                        | Пілот                                   | Спеціаліст 1                    | Спеціаліст 2                    |
| Основна команда | Майкл Скотт Гопкінс НАСА, другий політ  | Віктор Джером Гловер НАСА, перший політ | Ногуті Соїті НАСА, третій політ | Шеннон Вокер НАСА, другий політ |
| Запасна команда | Челл Норвуд Ліндгрен НАСА, другий політ | НАСА                                    | Тома Песке ЄКА                  | НАСА                            |

## Стикування
Політ корабля з моменту старту до стикування тривав понад 27,5 год. За цей час висота орбіти корабля була збільшена з 200 до 420 км. Стикування відбулося 17 листопада в 04:19 (UTC), а перехід екіпажа Crew-1 в МКС після відкриття люків — 17 листопада в 06:14 (UTC). О 08:40 — 08:45 (UTC) була проведена офіційна церемонія прибуття екіпажу на борт станції, членів інтернаціонального екіпажу МКС привітав президент японського аерокосмічного агентства JAXA.

## Повернення на Землю
Капсула з екіпажем успішно приводнилася 02 травня 2021 р. в 09:57 за київським часом.

## Галерея

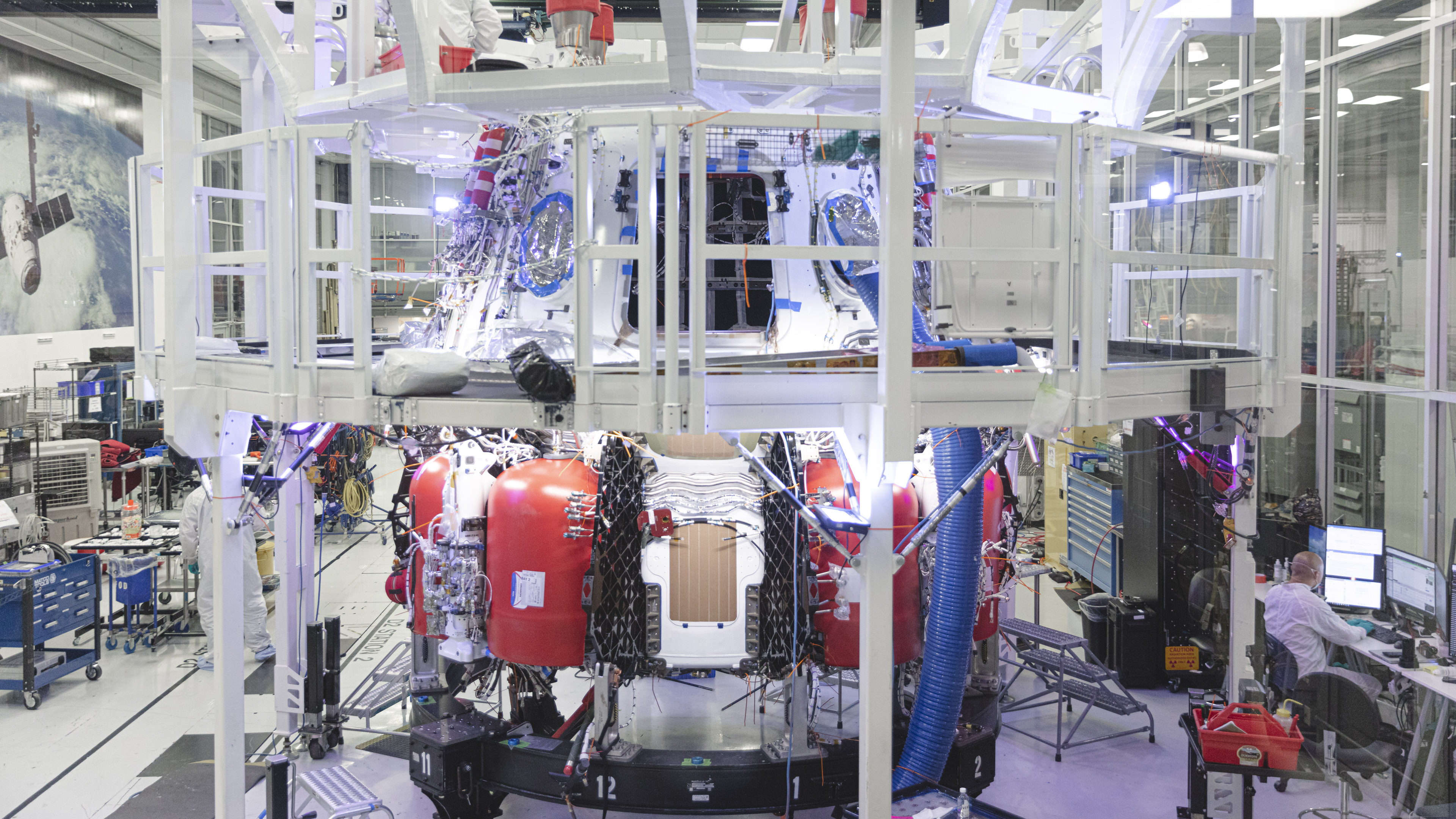
Виготовлення капсули Resilience
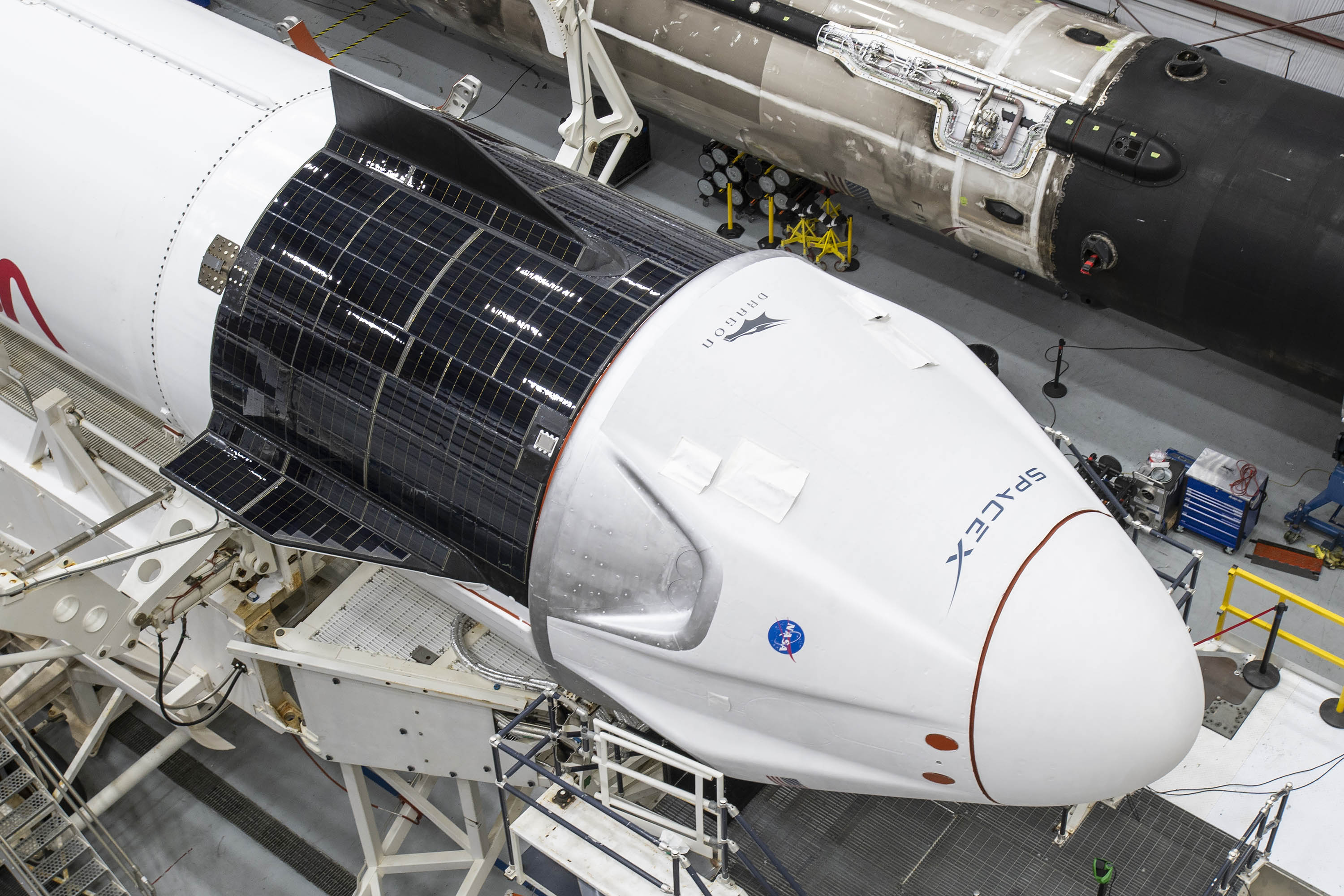
SpaceX Crew-1 9 листопада
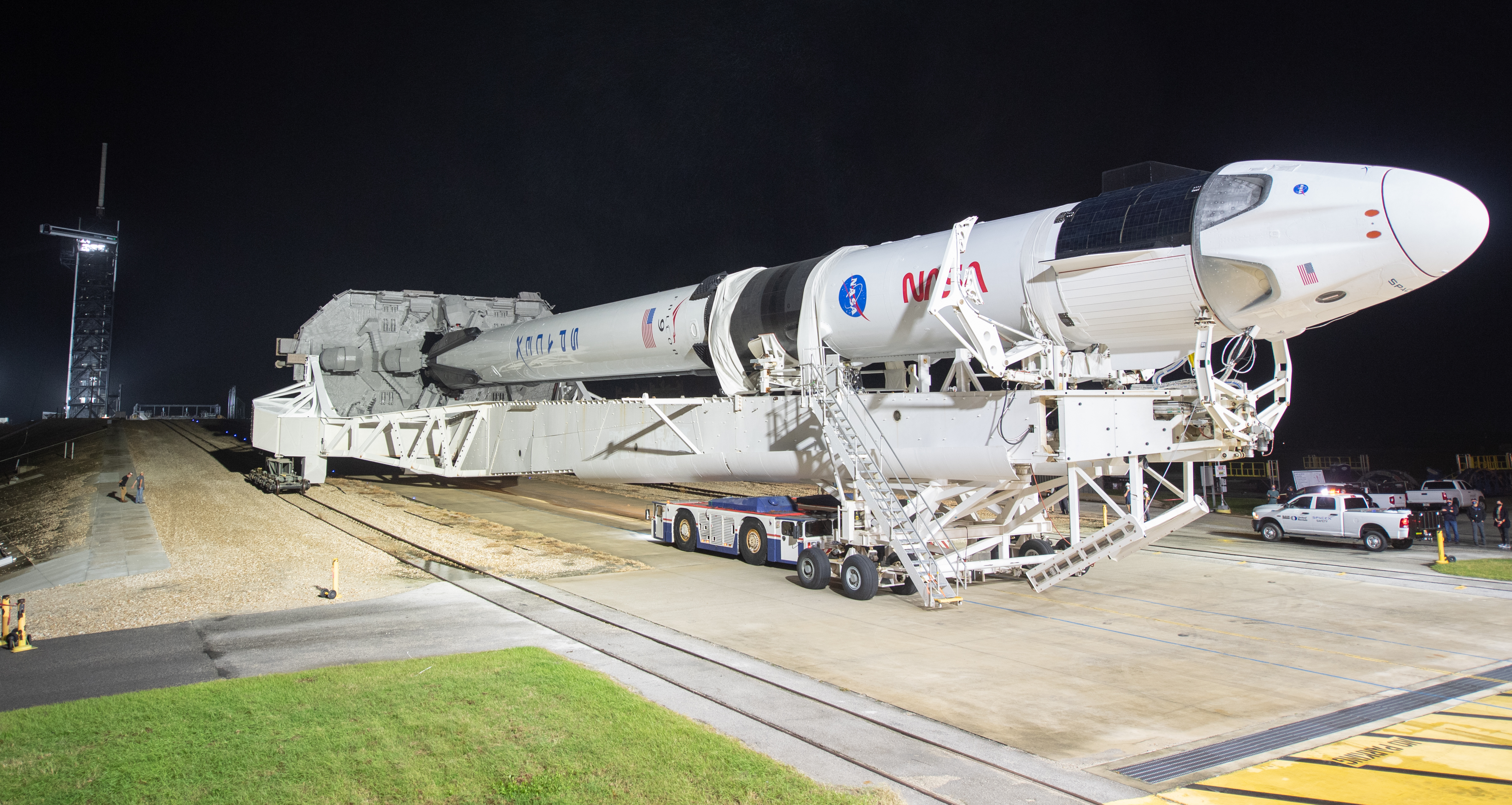
Ракету з космічним кораблем вивозять на злітний майданчик
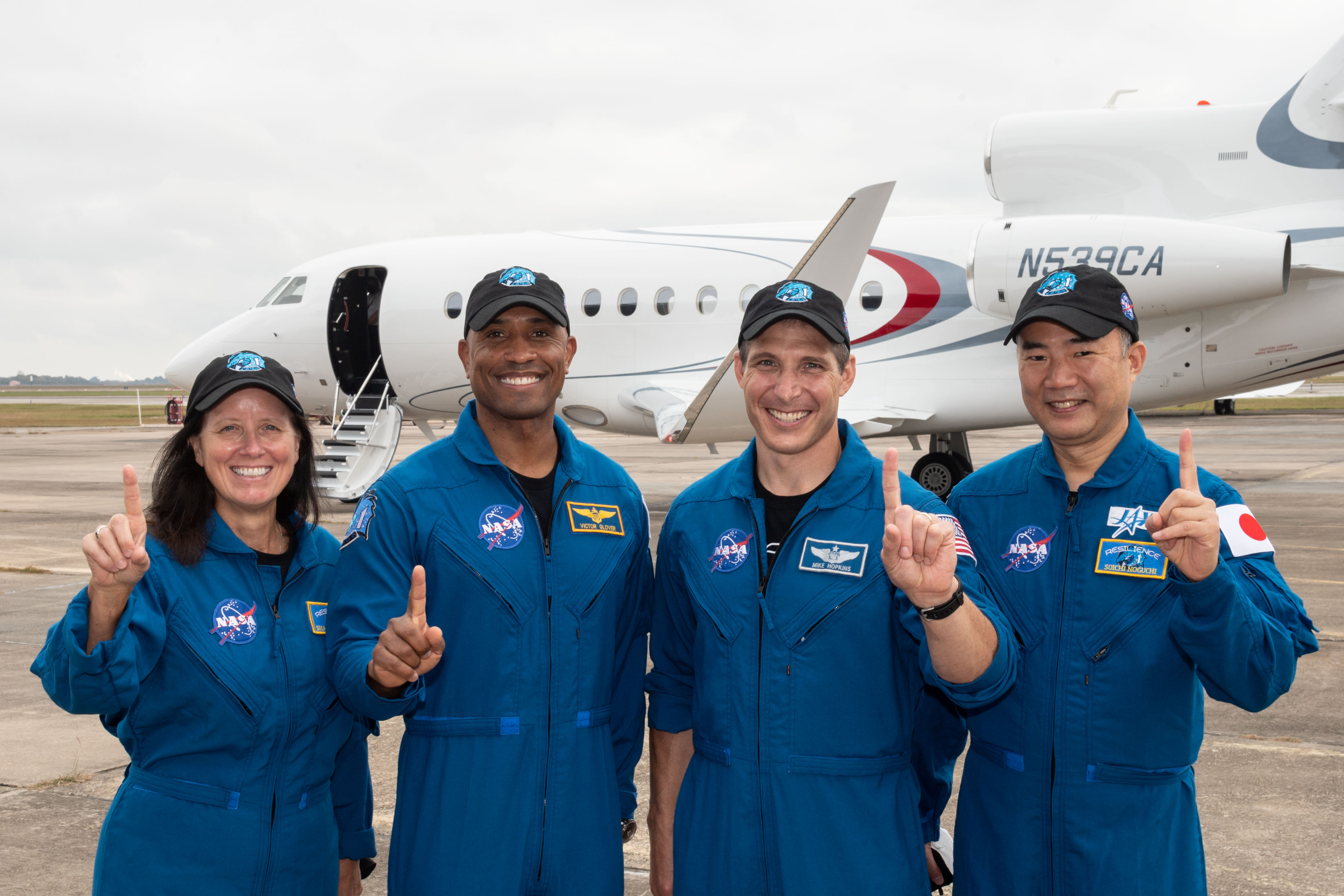
Астронавти 8 листопада 2020 року в Хьюстоні, перед відправкою до Флориди
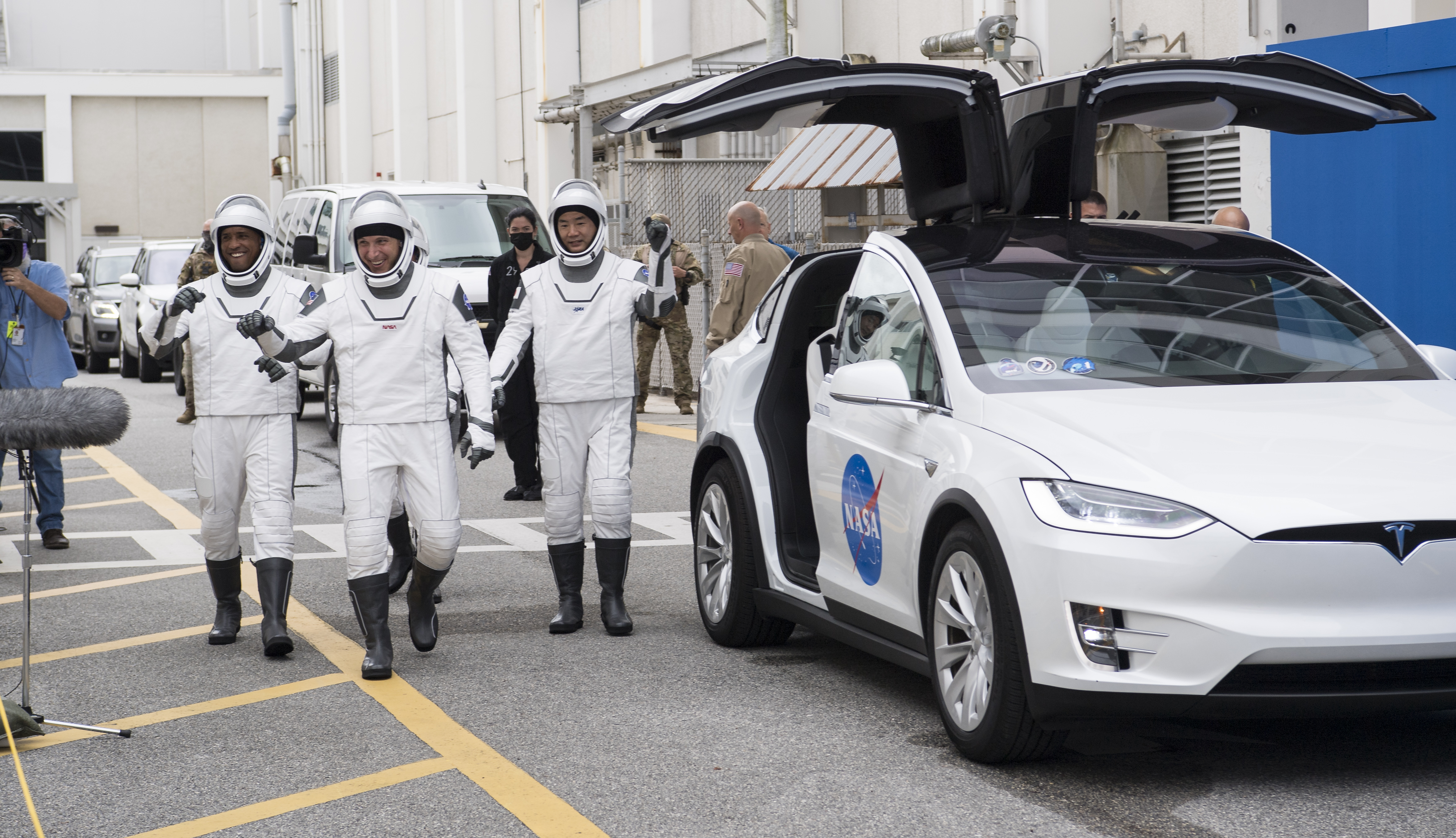
Астронавти 12 листопада 2020 року, праворуч — Tesla Model X, яка їх перевозила
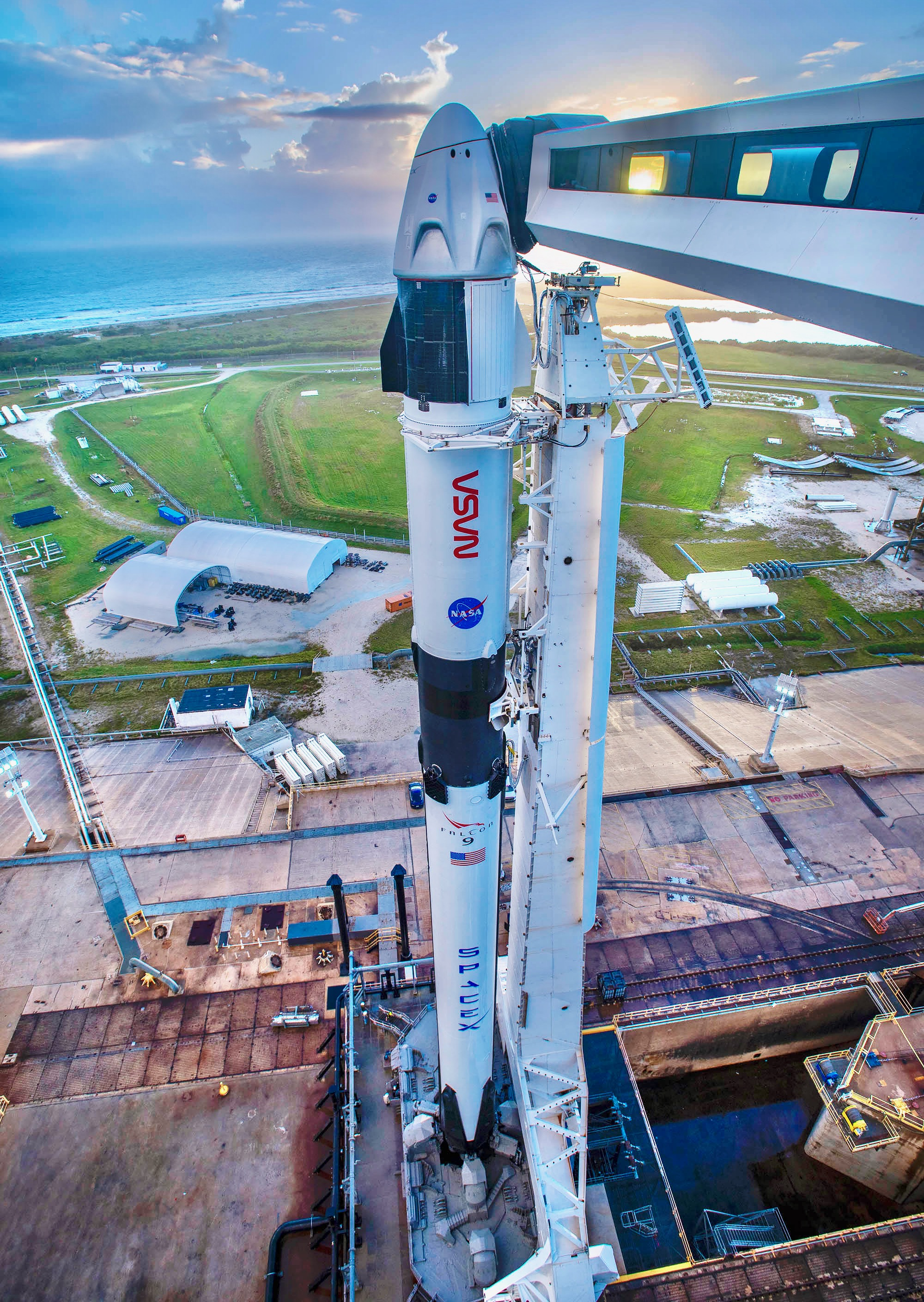
Ракета-носій на стартовому столі 12 листопада
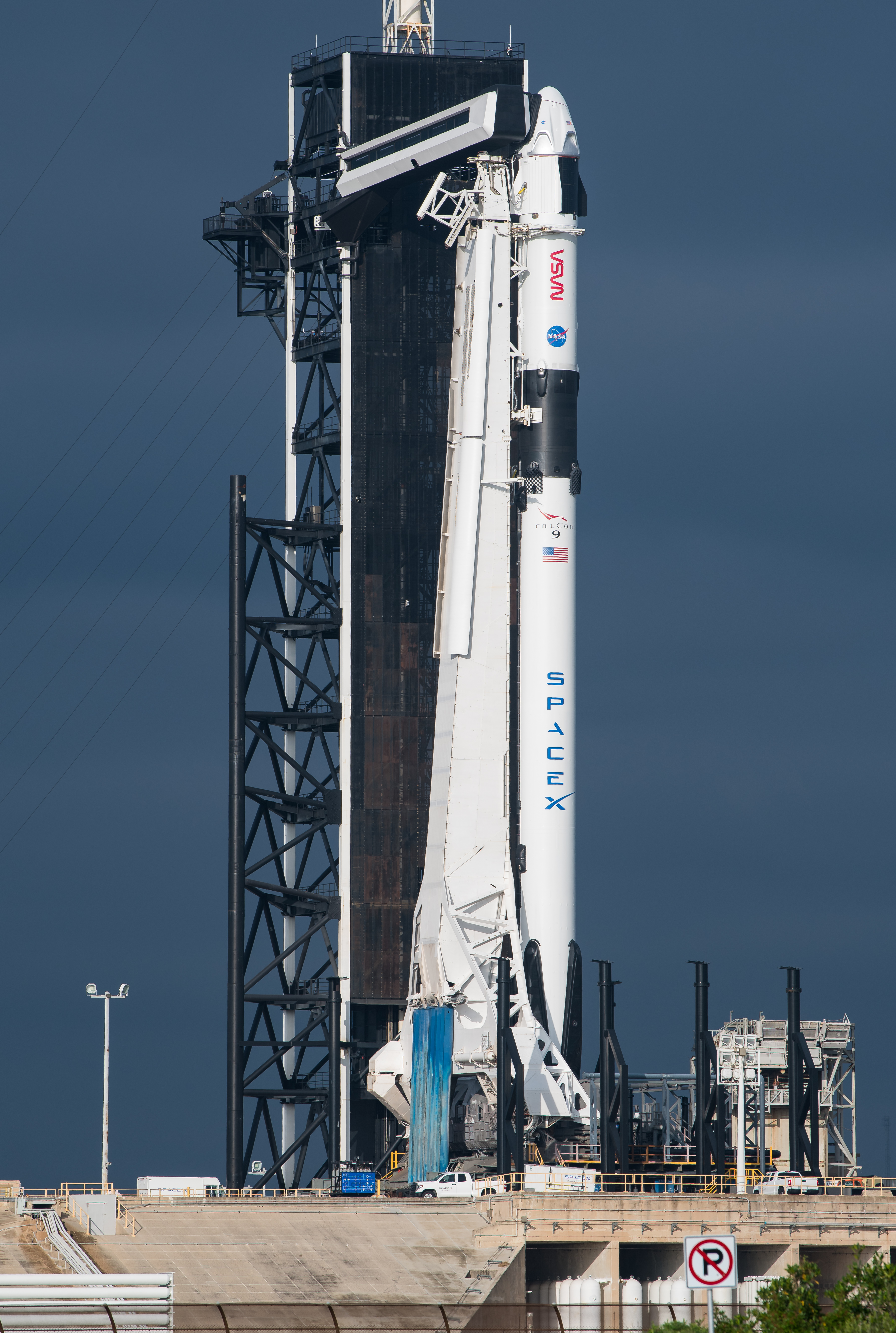
Ракета-носій на стартовому столі 13 листопада
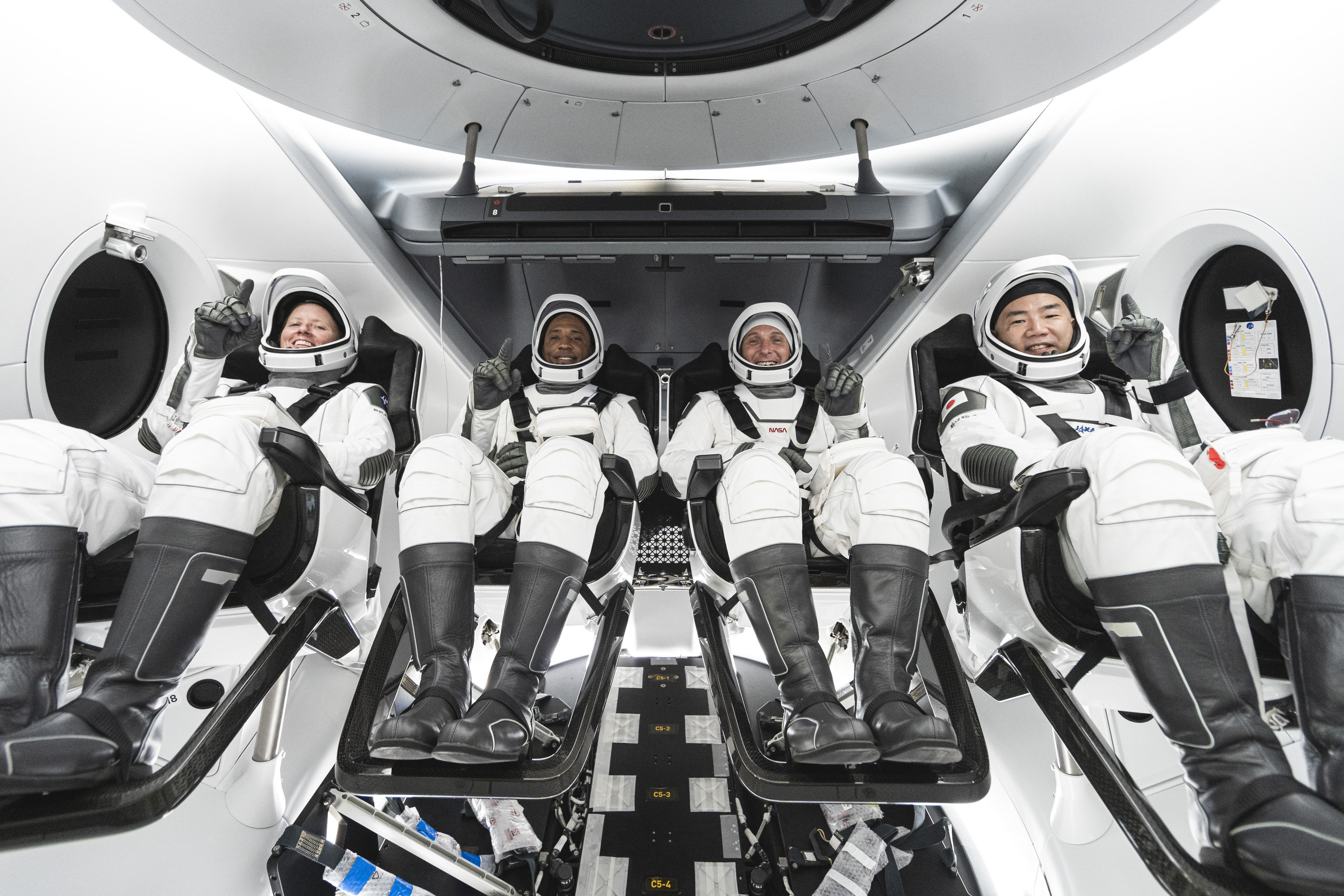
Астронавти у Crew Dragon
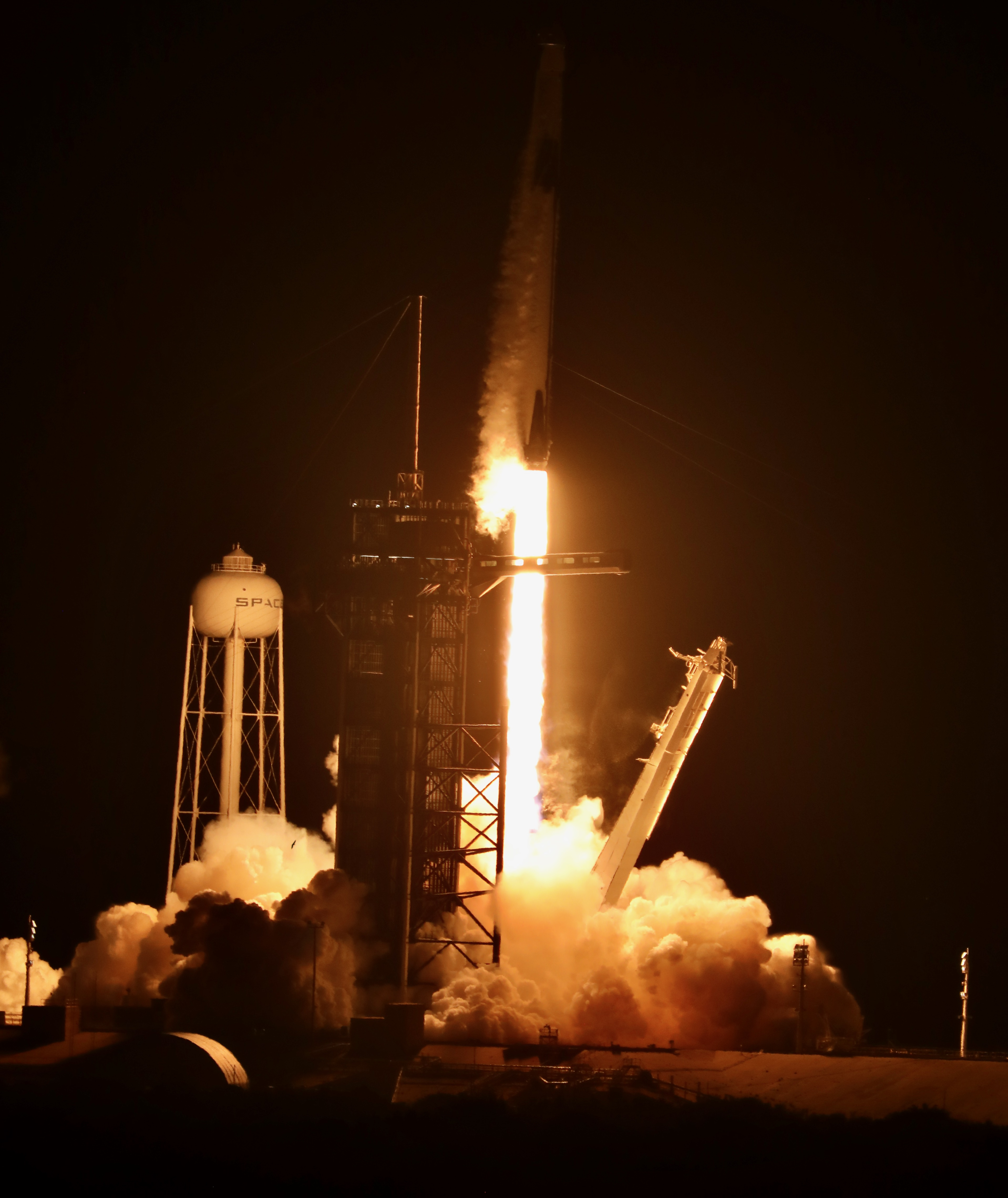
Старт ракети Falcon 9 з кораблем
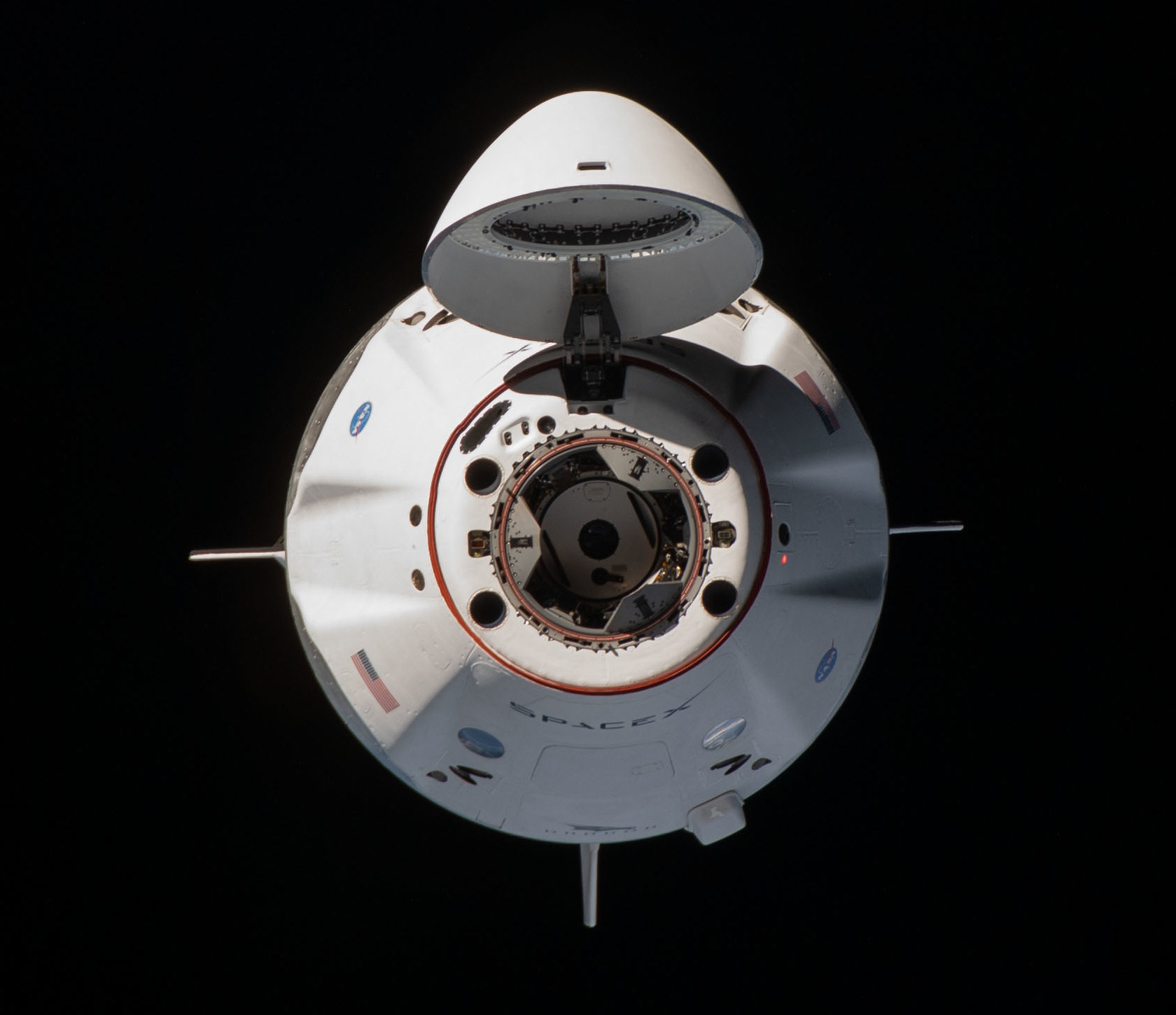
КК SpaceX Crew-1 Dragon наближається до МКС для стикування
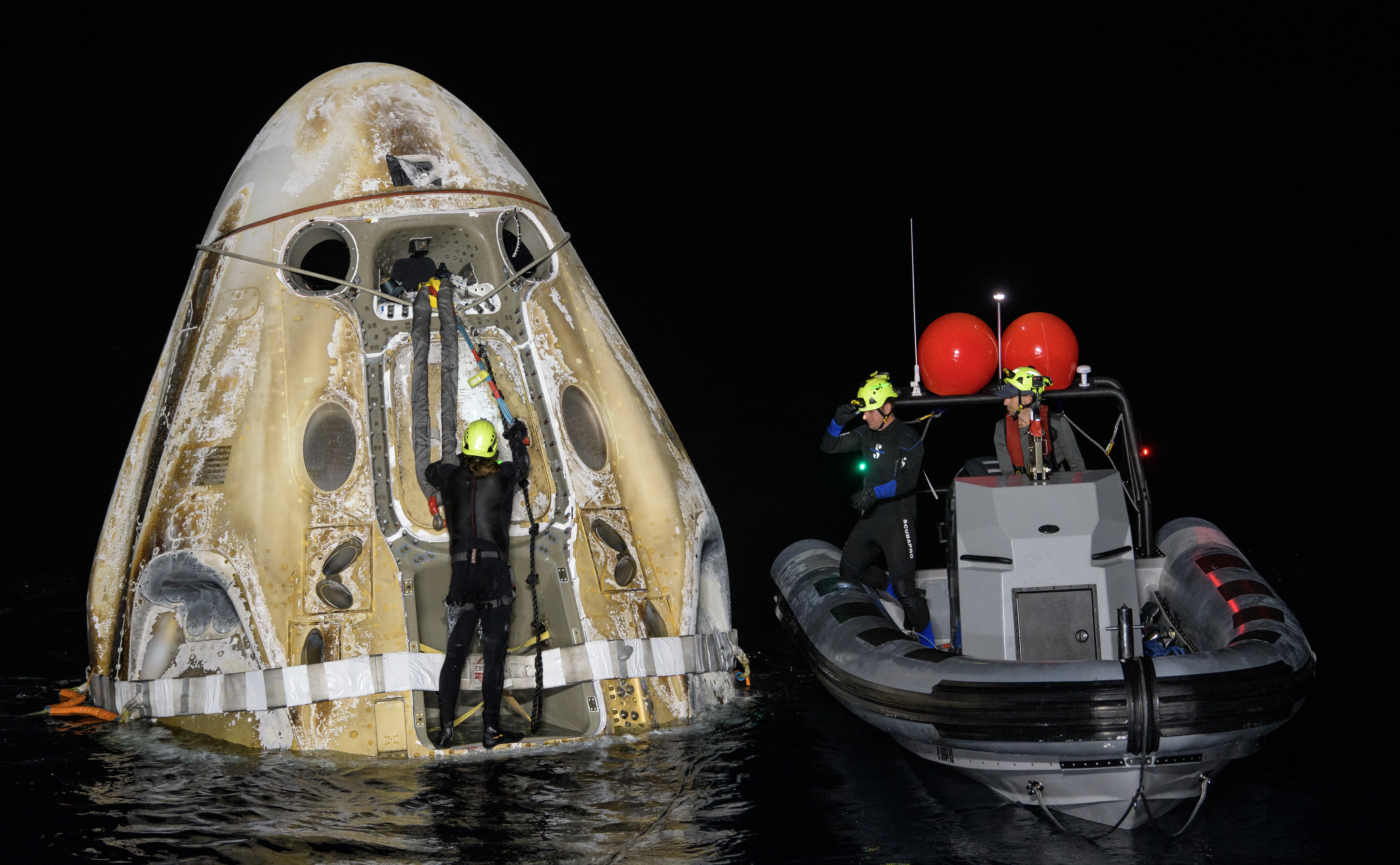
Рятувальники підпливли до КК
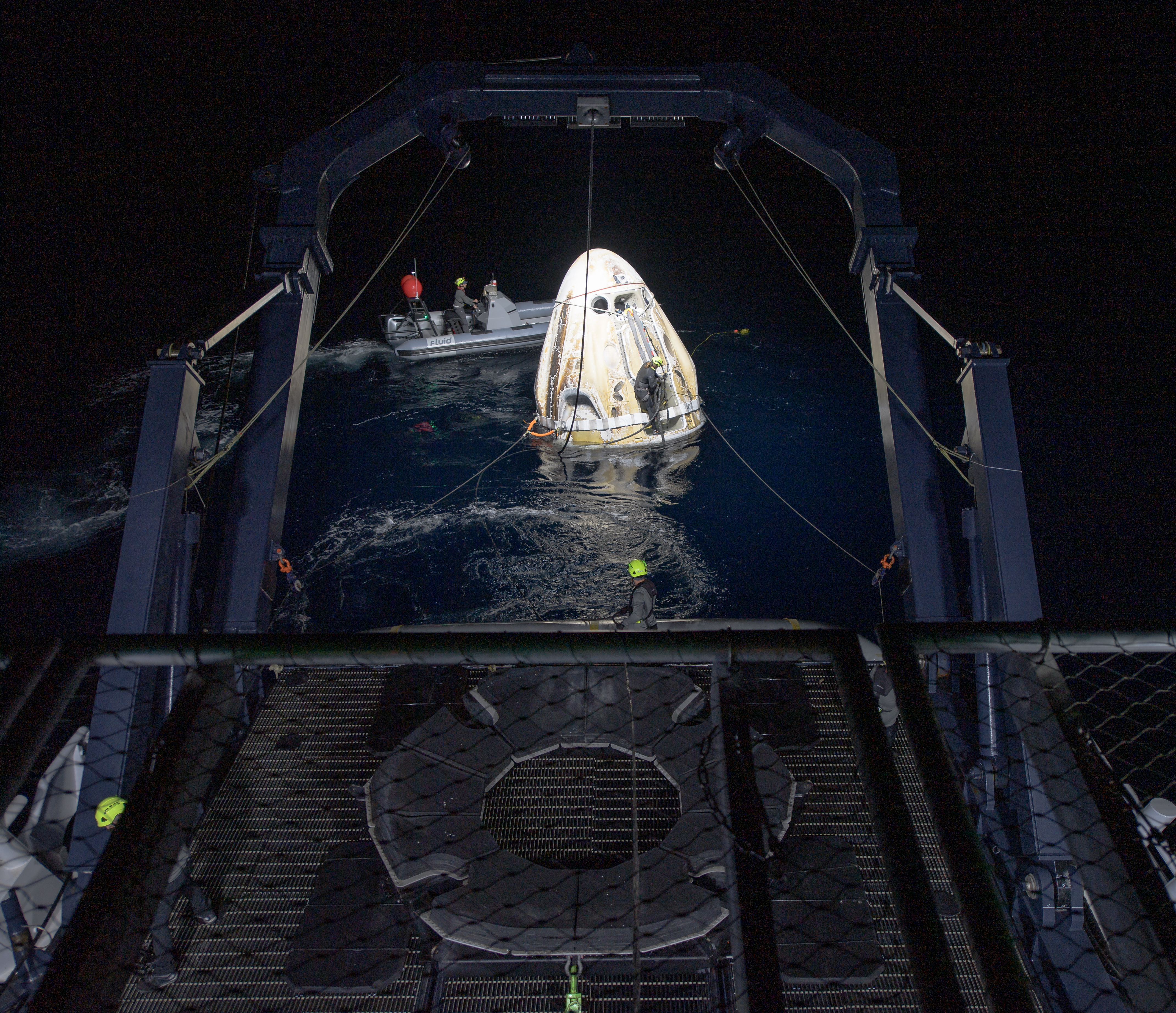
КК біля судна
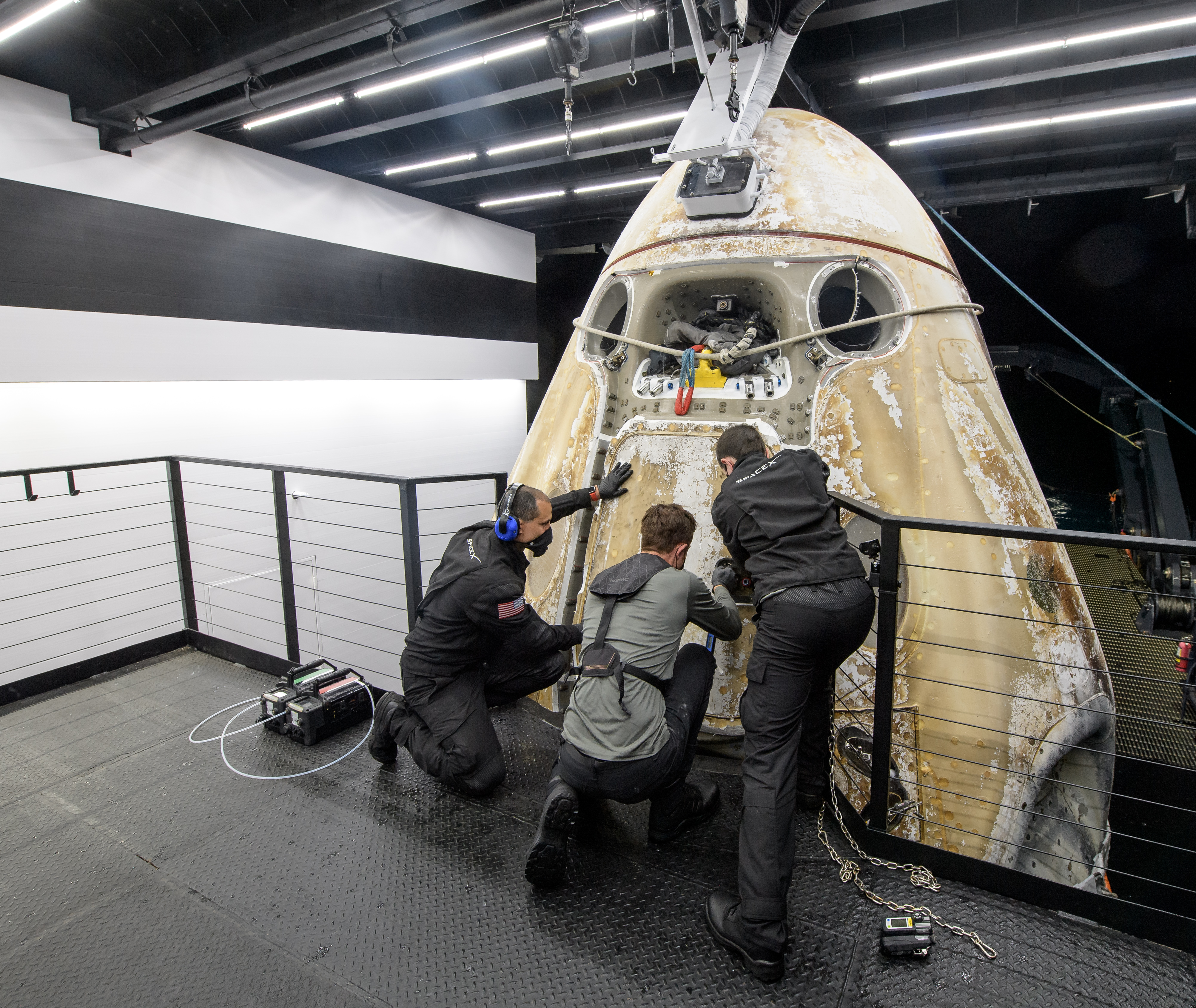
SpaceX Crew-1 на судні
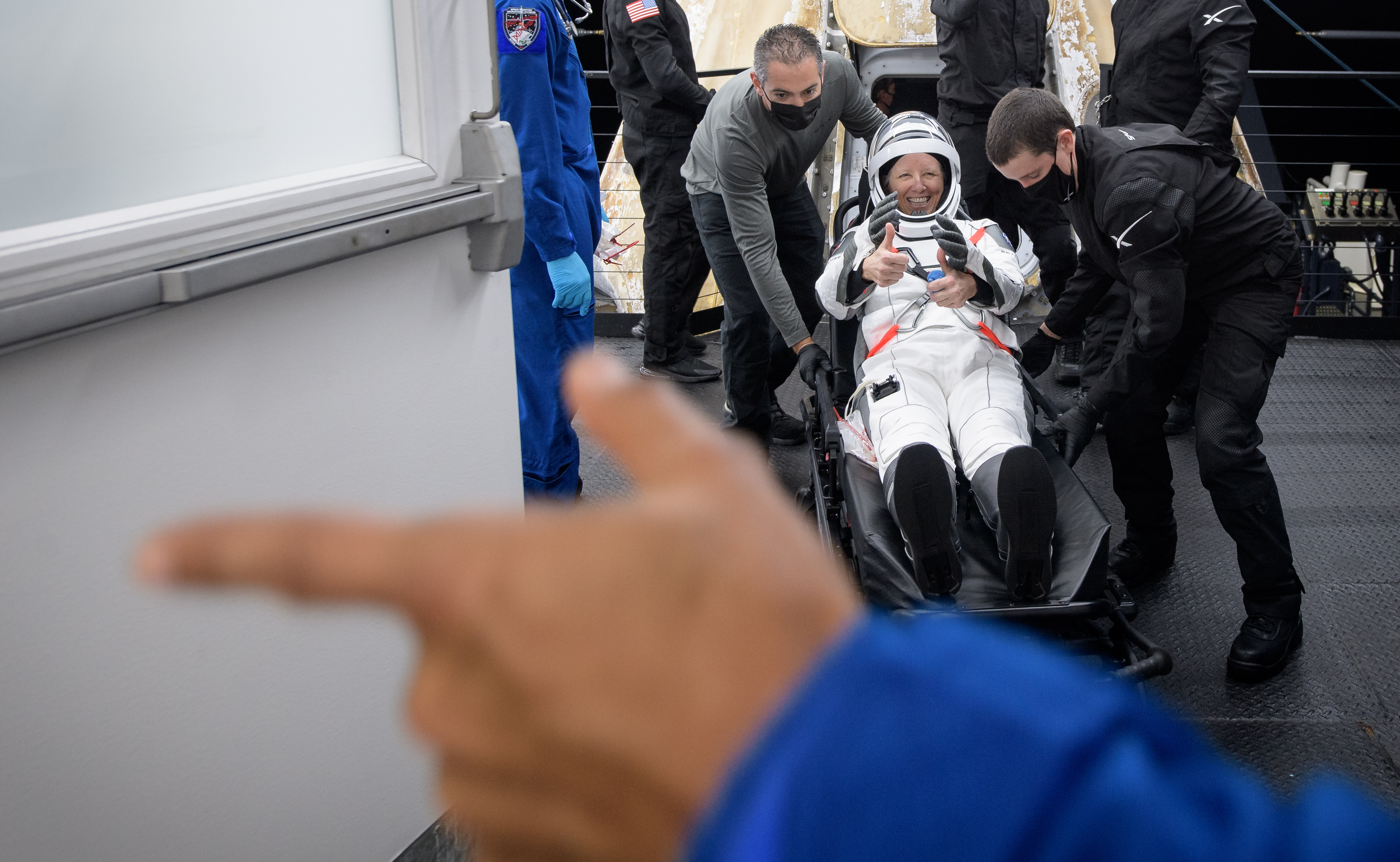
Шенон Волкер після виходу із корабля